# 2015 في سلوفينيا
فيما يلي قوائم الأحداث التي وقعت خلال عام 2015 في سلوفينيا.

## سياسة

### انتهاء فترة المنصب
- 7 سبتمبر – ألينكا براتوشيك عضو الجمعية الوطنية في سلوفينيا.

## رياضة
- 21 يونيو – طواف سلوفينيا 2015 الفائزون Davide Appollonio [الإنجليزية]‏، دومين نوفاك، ماورو فينيتو، بريمو روغيليتش، ميكيل نييف، Jure Golčer [الإنجليزية]‏، أدريا موبيل 2015  [لغات أخرى]‏.

## وفيات

### نوفمبر
- 28 نوفمبر – يانيز سترناد (مواليد 1934)